# Sun Valley (Teksas)
Sun Valley – miasto w Stanach Zjednoczonych, w stanie Teksas, w hrabstwie Lamar.